# Chavinia similis
Chavinia similis är en kvalsterart som beskrevs av P. Balogh 1984. Chavinia similis ingår i släktet Chavinia och familjen Oppiidae. Inga underarter finns listade i Catalogue of Life.